# 양덕동 (창원시)
양덕동(陽德洞)은 경상남도 창원시 마산회원구의 법정동이다. 마산회원구청 소재지이며, 양덕로를 기준으로 양덕1동과 양덕2동으로 나뉜다.
동쪽에 팔룡산(328m)이 솟아 있고, 팔룡산을 사이에 두고 봉암동에 닿아 있으며 서쪽은 석전동에 이어진다. 동 가운데 삼호천과 산호천이 흐르고, 남쪽은 반월산(106m)이 솟아 있으며, 산호동에 맞닿아 있다.
1914년 4월 1일 마산부제의 실시에 따라 창원군 내서면으로 편입되었다가 1942년 10월 1일 다시 마산부에 속하게 되었다. 이후 1958년 8월 15일에 기존의 양덕리에서 양덕동으로 승격하였다. 이후 불어나는 인구 추세에 따라 1970년 10월 1일에 양덕동을 양덕1동과 양덕2동으로, 1979년 5월 1일 양덕1동을 양덕1동과 양덕3동으로 각각 분동하였고,  1997년 5월 12일 양덕2동과 양덕3동이 양덕2동으로 합동하여 현재에 이르고 있다. 1990년 7월 1일부터 2001년 1월 1일 구 폐지 직전까지는 회원구에 속해있었다. 2010년 7월 1일 인근의 옛 창원시, 진해시와 통합한 새로운 창원시가 출범하면서 마산회원구의 하위 행정구역으로 포함되었다.
마산의 대표적인 곡창지대였으나 1966년 1월 15일 한일합섬이, 1970년 4월 3일 마산수출자유지역이 설치되면서 공업지역으로 변모하여 많은 인구가 유입되었다.

## 교육

### 초등학교
- 양덕초등학교
- 가고파초등학교

### 고등학교
- 한일전산여자고등학교

## 주거

### 아파트
양덕동
- 동원개발 창원 양덕4구역 주택재개발 정비사업 : 입주미정.
- 한림건설 / 태영건설 창원 메트로시티2 : 2015년 10월 입주.

## 교통
- 양덕1동과 양덕2동 경계선에 양덕로가 관통하며, 팔룡로가 양덕1동을 관통한다. 동 중앙에 양덕로/합포로/용마로/해안대로가 만나는 양덕광장이, 동 남쪽에는 삼호로/합포로/봉양로가 만나는 어린교교차로가 있다.
- 양덕2동 남쪽에 마산고속버스터미널이 있다.

## 사진

MBC경남 창원본부
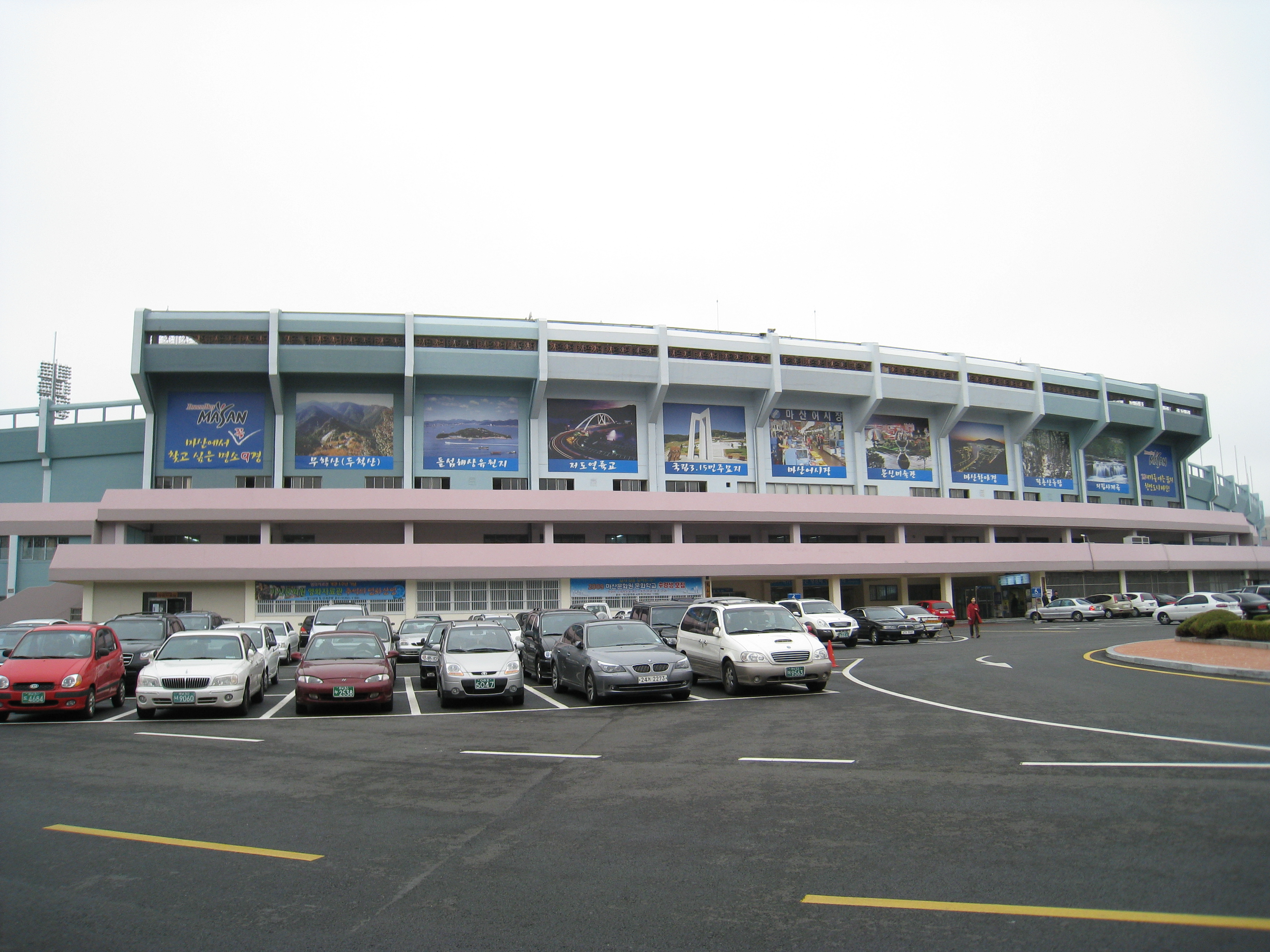
마산종합운동장
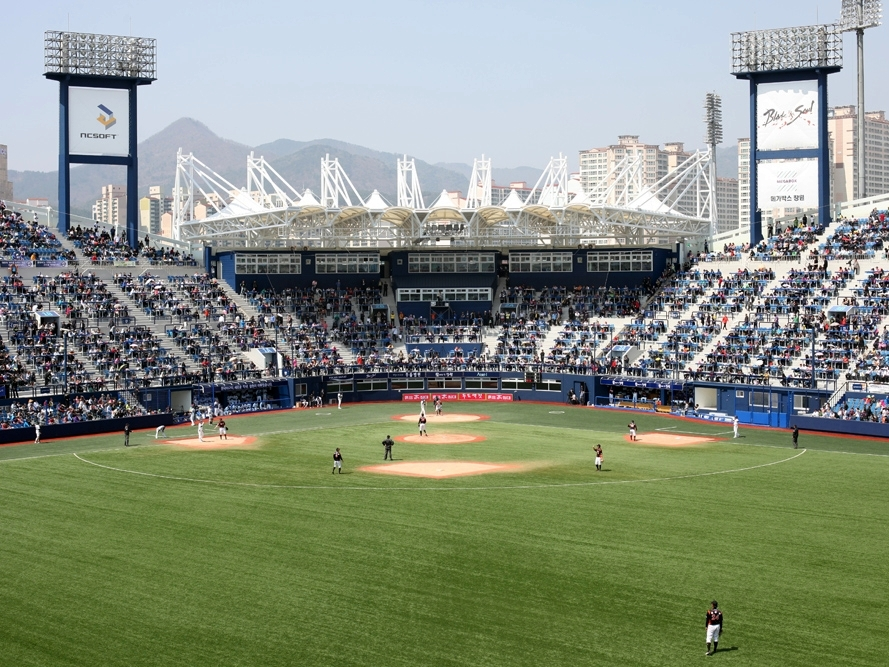
마산종합운동장 야구장
메트로시티
마산고속버스터미널